# 深山の乙女 (1919年の映画)
『深山の乙女』（みやまのおとめ）は、1918年（大正7年）製作、1919年（大正8年）9月13日公開の日本映画である。配給は天然色活動写真（天活）。同日公開の『生の輝き』と並び、女優が登場する最初の日本映画の1作である。
日本映画の革新（純映画劇運動）を唱えた帰山教正が、『生の輝き』に続いて製作した監督第2作で、水沢武彦の名でシナリオを書き、監督と撮影を兼任。撮影助手は青島順一郎、俳優は前作に引き続いて花柳はるみ、村田実、近藤伊与吉、青山杉作を起用。1918年（大正7年）8月18日にこの6人の極小クルーで上高地のロケーション撮影を開始したが、撮影開始直後に現像場火災の報が入り、撮影を急いで下山、『生の輝き』のネガ原版は焼けてしまったが、本社にプリントが1本だけ残っていたという。同月29日から神奈川県・鵠沼で山中に見立てたロケを行った。9月から3か月にわたる帰山の兵役による中断を経て、同年12月5日撮影再開、都内ロケを経て同月20日クランクアップした。
1919年（大正8年）9月13日、本作が京橋の豊玉館で、『生の輝き』が六本木の麻布館で同日封切りされた。
現在、東京国立近代美術館フィルムセンター、マツダ映画社ともに本作の上映用プリントを所蔵していない。事実上、鑑賞することの不可能な作品である。

## キャスト
- 裕福な青年奥田秀雄：村田実
- 乙女万里子 / 女優黒川静枝：花柳はるみ
- 採鉱技師安藤富雄：近藤伊与吉
- 杣万里子の義父：青山杉作